# Même Pas Mal
Même Pas Mal est une maison d'édition française alternative de bande dessinée fondée à Marseille en 2009. Indépendante et associative, elle publie des romans graphiques et des bandes dessinées francophones ainsi que des traductions. Sa ligne éditoriale se caractérise par une prédominance d'humour noir et de récits intimes et anticonformistes.

## Historique
Lancées par l'ouvrage collectif Aaarg... Je Meurs ! sélectionné en 2010 pour le Prix de la bande dessinée alternative du Festival d'Angoulême, les éditions Même Pas Mal publient la même année le recueil de strips satiriques Paf & Hencule - French Doctors d'Abraham Kadabra et Goupil Acnéique qui obtient le Prix Schlingo en 2012.
S'ensuivent les publications d'auteurs et d'autrices comme Cha, les Frères Guedin, Julien Loïs, Tanxxx, Olivier Texier, Fabcaro, Simon Spruyt, David Snug, Glory Owl et Ward Zwart, accompagnées d'expositions régulières.
En 2017, L'Essentiel des Gouines à Suivre (première traduction française intégrale de l'anthologie The Essential Dykes to Watch out for) d'Alison Bechdel concourt en sélection officielle du 44e Festival International de la bande dessinée d'Angoulême,.

## Ouvrages publiés (liste non exhaustive)
- Oh ! Merde ! par Cha (préface de Guillaume Bouzard - 2010)
- Paf & Hencule - French Doctors par Abraham Kadabra et Goupil Acnéique (préface de Bastien Vivès - 2010)
- Luv Stories par les Frères Guedin (préface de Pakito Bolino - 2011)
- L'Infiniment Moyen par Fabcaro (prix Lycéen de la BD 2016 - préface de Tronchet - 2011, réédité en 2017)
- La Rupture Tranquille par Terreur Graphique (2011)
- Noir Foncé par Nicolas Poupon (2011)
- Nager avec des Chaussures de David Ziggy Greene (préface de Luz - traduit de l'anglais par Judith Taboy - 2012)
- Pas de Panique à Sonic City par Julien Loïs (préface de Riff Reb's - 2012)
- Euclide par Cécily (2012)
- Faire Danser les Morts par Tanxxx et Magali Arnal (2012)
- Grotesk par Olivier Texier (préface de Manu Larcenet - 2013)
- Macadam Valley - Le Début de la Fin par Ben Dessy (Golden Blog Awards[réf. nécessaire] "Bande dessinée" - préface de Gad - 2013)
- Les Rois de la Récré par David Snug (2014)
- SGF par Simon Spruyt (traduit du néerlandais par Laurent Bayer - 2014)
- Paf & Hencule - 2 Hommes en Colère par Abraham Kadabra et Goupil Acnéique (préface de Marion Montaigne - 2014)
- Grotesk 2 par Olivier Texier (2015)
- La Vie est trop Kurt par David Snug (2016)
- L'Essentiel des Gouines à Suivre - 1987-1997 par Alison Bechdel (traduit de l'anglais U.S. par Corinne Julve - 2016)
- Je n'ai pas de Projet Professionnel par David Snug (2017, réédité en 2020)
- Papa Zoglu par Simon Spruyt (traduit du néerlandais par Laurent Bayer - 2017)
- Ça c'est mon Jean-Pion par David Snug (2018)
- Cacas Ratés par Olivier Texier (2017)
- L'Essentiel des Gouines à Suivre - 1998-2008 par Alison Bechdel (traduit de l'anglais U.S. par Corinne Julve - 2018)
- Cacas Ratés - Le Retour ! par Olivier Texier (2019)
- The Winner par Karl Stevens (en) (traduit de l'anglais U.S. par Annick Evrard - 2019)
- Mon Fiston ma Baston par David Snug (2019)
- Alma par Tarmasz (2019)
- Buck - Le Premier Homme sur Terre par Frederik Van den Stock (traduit du néerlandais par Laurent Bayer - 2020)
- Je n'ai pas de projet professionnel par David Snug (2021)
- Poussière - Une histoire presque vraie par Pluie Acide (2021)
- Cool Parano par Benoit Carbonnel (2021)
- DAC - La Déconstruction de l'Analyse Constructive par David Snug (2021)
- Tout brûle comme prévu (2021) et Tout brûle comme prévu 2 (2022) par Adrien Yeung
- Pain Bénit par Helkarava (2021)
- Le tournoi d'Alifar par Tarmasz (2021)
- Sylvain par Lucie Albrecht (2021)
- Bébé fille par Elisa Marraudino (2022)
- Sandrine, la reine des pommes par Margaux Chetteau (2022)
- Je viens de loin mais je repars bientôt par Enzo Smits Ward Zwart (2022)
- Le rossignol ne chantera pas par Juliana Hyrri (2022)
- Melek + Moi par Lina Ehrentraut (2023)